# Nostolachma viridiflora
Nostolachma viridiflora là một loài thực vật có hoa trong họ Thiến thảo. Loài này được (Ridl.) J.-F.Leroy ex A.P.Davis mô tả khoa học đầu tiên năm 2008.